# العوامرة (المغرب)
العوامرة هي قرية ساحلية مغربية شمال غرب البلاد. تقع العوامرة بإقليم العرائش الساحلي. تضم العوامرة 35.161 نسمة (إحصاء 2004).